# Ronneby (Minnesota)
Ronneby é uma cidade localizada no estado americano de Minnesota, no Condado de Benton.

## Demografia
Segundo o censo americano de 2000, a sua população era de 16 habitantes.
Em 2006, foi estimada uma população de 32, um aumento de 16 (100.0%).

## Geografia
De acordo com o United States Census Bureau tem uma área de
0,6 km², dos quais 0,6 km² cobertos por terra e 0,0 km² cobertos por água. Ronneby localiza-se a aproximadamente 345 m acima do nível do mar.

## Localidades na vizinhança
O diagrama seguinte representa as localidades num raio de 20 km ao redor de Ronneby.